# Dina Rinaldi
Dina Rinaldi (né à Milan le 11 janvier 1921 et morte à Rome le 21 novembre 1997) était une journaliste et éducatrice italienne.

## Biographie
Membre dès son plus jeune age du Parti Communiste Italien (Partito Comunista Italiano, PCI), elle participe activement à la Résistance et, au lendemain de la Libération, avec son mari Pietro Antonio Zveteremich (qu'elle avait épousé en 1943), elle s'installe à Rome où elle commence à collaborer au journal Noi Donne(Nous, les Femmes) de l'UDI, Unione Donne Italiane (Union des femmes Italiennes), dont elle devient rédactrice en chef en 1946. Sous sa direction, le journal a connu un essor considérable: de simple bimensuel de l'UDI, il devient hebdomadaire et atteint, en 1949, un tirage de 150 000 exemplaires, inimaginable jusqu'à deux ans auparavant.
Elle dirige la revue pour enfants Pioniere (hebdomadaire de l'API, Associazione Pionieri d'Italia) de la première à la dernière publication, de 1950 à 1962. Plus particuliérement, jusqu'en 1953, elle partage la rédaction du journal avec Gianni Rodari qui en était le responsable puis, à partir de janvier 1954, lorsque Rodari passe à la direction du nouvel hebdomadaire de la FGCI, Avanguardia. elle devient à son tour directrice responsable du Pioniere. Avec la fin de la publication de Pioniere en tant que journal autonome, elle s'oriente, toujours pour le Parti Communiste Italien, vers d'autres domaines et ses activités auprès des périodiques et de la littérature pour enfants sont presque oubliées.
Dans les années 1960, Dina Rinaldi a été chef de service de l'Unità et directrice de la page consacrée au tourisme et aux vacances, puis elle a milité dans le secteur des coopératives touristiques.